# Pieprzowate
Pieprzowate (Piperaceae C. Agardh) – rodzina roślin z rzędu pieprzowców. Należy do niej tylko 5 rodzajów, ale obejmujących około 3615 gatunków, z czego ok. 2000 należy do rodzaju pieprz Piper, a 1600 do rodzaju peperomia Peperomia. Występują one na wszystkich kontynentach w strefie międzyzwrotnikowej, rzadziej w strefie umiarkowanej (najdalej od równika rośliny te spotykane są w Japonii, Himalajach, na południowych krańcach Afryki i na Nowej Zelandii). W Europie brak przedstawicieli tej rodziny. Rośliny te zasiedlają najczęściej wilgotne lasy równikowe rosnąc w nich często zarówno na dnie lasu, jak i jako epifity na pniach i w koronach drzew. Część przedstawicieli występuje także na siedliskach suchych, w których mają pokrój gruboszowaty.
Podstawową rośliną użytkową z tej rodziny jest pieprz czarny Piper nigrum dostarczający przyprawy, podobnie wykorzystywany jest pieprz długi Piper longum. Korzenie pieprzu metystynowego Piper methysticum wykorzystywane są na wyspach Oceanii do wytwarzania narkotycznego napoju „kawa” (też „kawa-kawa”). Jako używka wykorzystywany jest w Azji Południowo-Wschodniej także pieprz żuwny Piper betel. Liczne gatunki z rodzaju peperomia, np. kędzierzawa i magnoliolistna, są popularnie uprawiane jako rośliny ozdobne, w krajach klimatu umiarkowanego jako rośliny doniczkowe.

## Morfologia

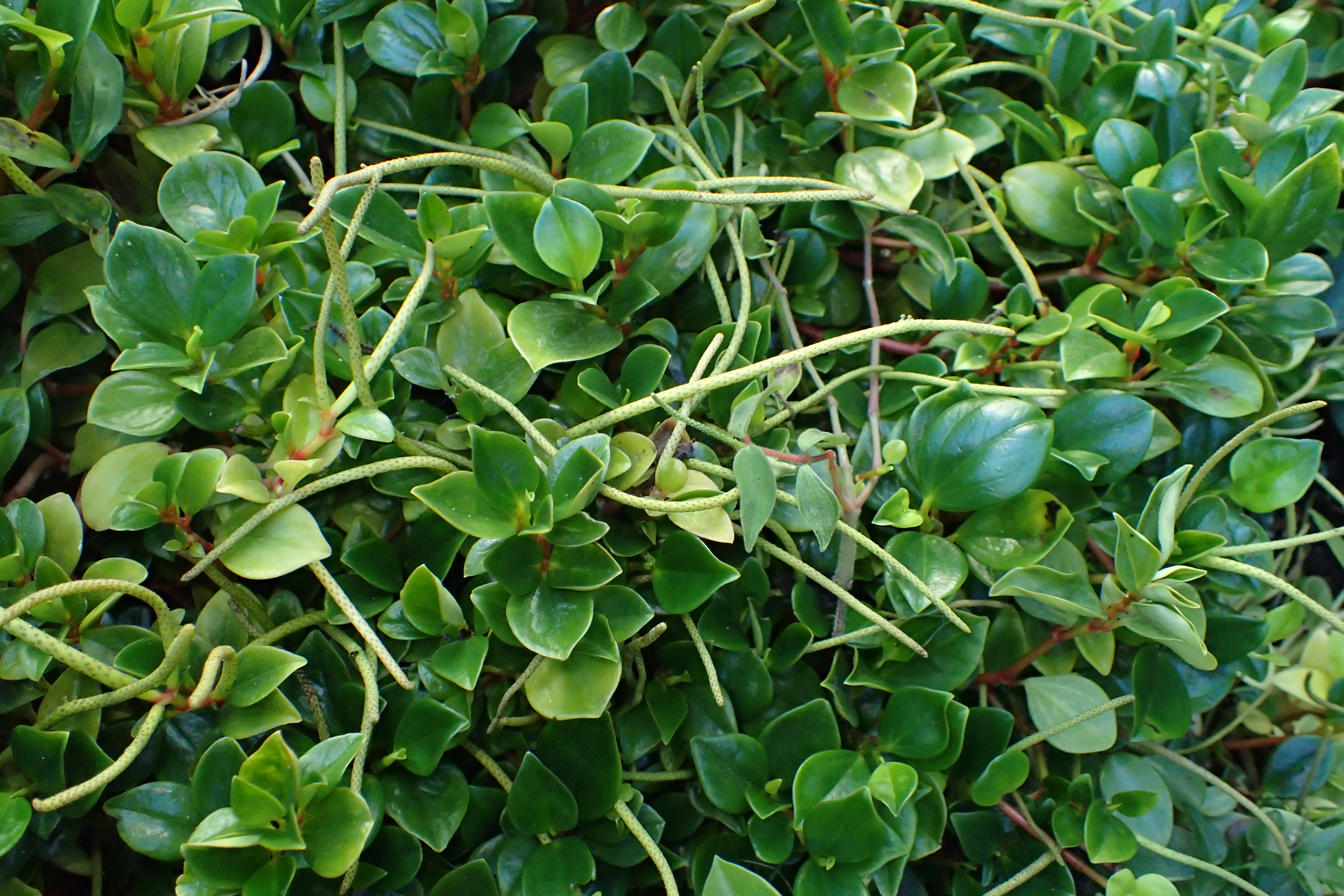
Peperomia glabella

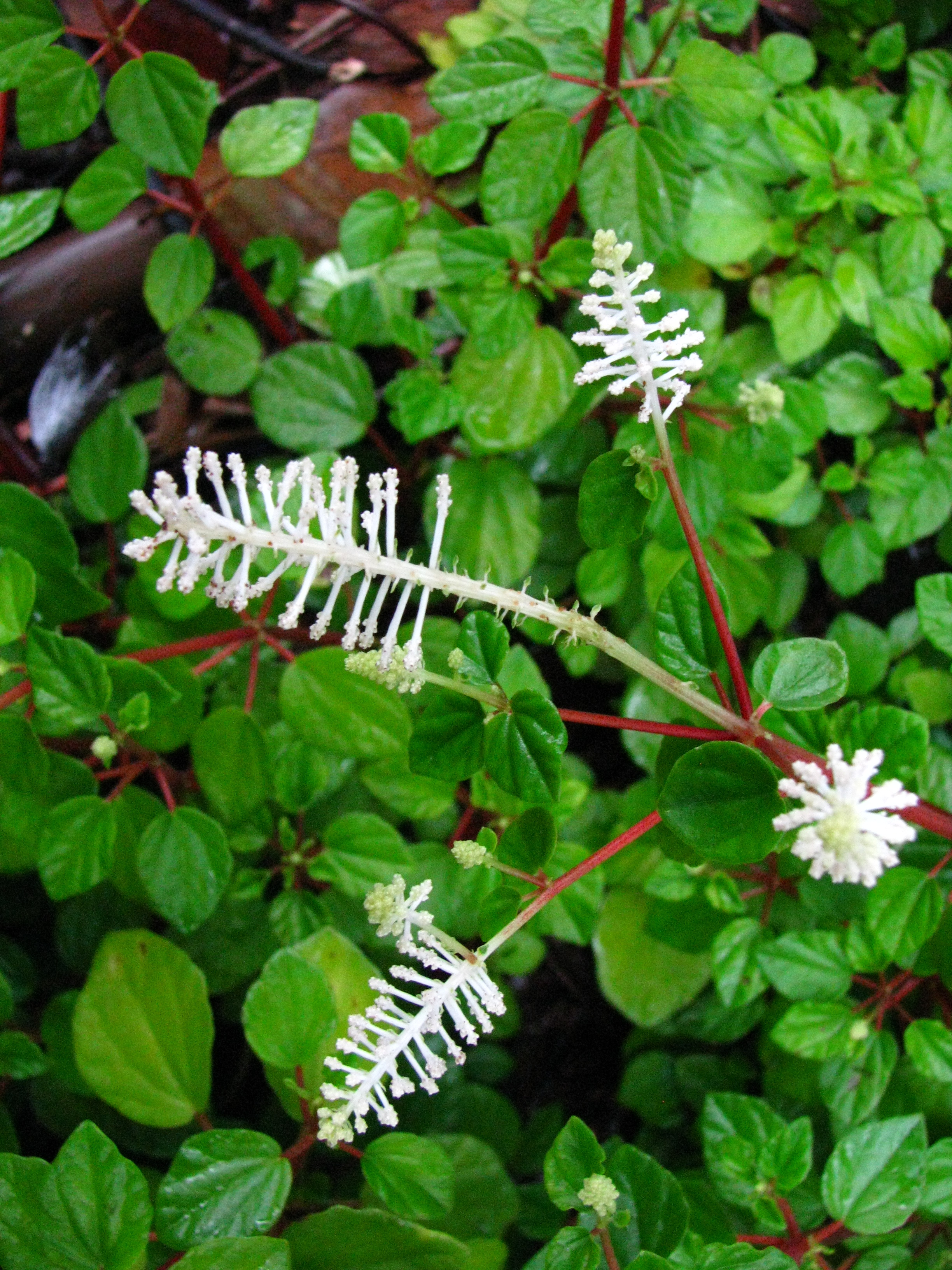
Peperomia fraseri

PokrójW większości rośliny zielne, rzadziej krzewy, drewniejące pnącza i niewielkie drzewa. Pędy często ze zgrubiałymi węzłami. Niektórzy przedstawiciele z siedlisk suchych mają mięsiste łodygi i liście.
LiścieUstawione nieregularnie skrętolegle na łodydze, rzadko naprzeciwległe. Liście pojedyncze, ogonkowe, z nasadą ogonka u niektórych przedstawicieli pochwiasto obejmująca łodygę, czasem z tworem przypominającym języczek lub liściowatą osłonką pączka liściowego (prophyll). Blaszka jest całobrzega o użyłkowaniu dłoniastym lub pierzastym, zwykle eliptyczna lub sercowata, często wyżej położone liście są tarczowate. Górna powierzchnia blaszki nierzadko marmurkowana lub pręgowana.
KwiatyDrobne, zebrane w kolbowate lub kłosokształtne kwiatostany rozwijające się szczytowo na pędach (przy czym pędy wegetatywne mogą rozwijać się z pąków bocznych i przerastać kwiatostany spychając je na bok). Poszczególne kwiatostany tworzyć mogą kwiatostany złożone o budowie groniastej lub baldachowatej. Poszczególne kwiaty są zwykle obupłciowe, rzadziej jednopłciowe, wsparte przysadkami, ale pozbawione okwiatu. Pręciki są wolne, w liczbie od 1 do 10, zwykle jednak nie więcej jak 6. Część wykształca się zwykle jako płonne prątniczki. Słupkowie tworzone jest przez dwa do pięciu zrastających się owocolistków (jednego u Peperomia). Zalążnia jest górna i jednokomorowa. Znamion jest tyle co owocolistków – od jednego do pięciu. W komorze zalążni znajduje się pojedynczy, położony dolnie zalążek.
OwoceMięsiste, zwykle pestkowce, czasem jagody. Zawierają pojedyncze nasiono z drobnym zarodkiem i dobrze rozwiniętym bielmem i obielmem.

## Systematyka
Pieprzowate są największą (obejmującą najwięcej gatunków) rodziną w obrębie magnoliowych. Najbliżej spokrewnione są z saururowatymi Saururaceae, od których oddzieliły się najwyraźniej we wczesnej kredzie. Ogromna część zróżnicowania współczesnego w obrębie rodzajów Piper i Peperomia to efekt ewolucji tych roślin w okresie trzeciorzędu. We wszystkich ważniejszych systemach klasyfikacyjnych, rodzina pieprzowatych wyodrębniana była w rząd pieprzowców Piperales, klasyfikowana w nim obok saururowatych. W systemie Thorne’a z 2003 do rzędu tego włączone zostały wyodrębniane zwykle dawniej w osobny rząd kokornakowate Aristolochiaceae. Takie też ujęcie obowiązuje w systemach APG.
Rodzaj Verhuellia jest kladem bazalnym w obrębie rodziny i wyodrębniany jest jako podrodzina  Verhuellioideae. Siostrzane rodzaje Manekia i Zippelia tworzą kolejny klad wyodrębniany jako rodzina Zippelioideae. Z kolei Piper i Peperomia tworzą klad określany jako podrodzina Piperoideae. Zewnętrzne podobieństwo roślin z rodzajów Piper i Peperomia często jest znaczne i podział na te rodzaje może zdawać się kłopotliwy. W istocie rodzaj Peperomia wykazuje się szeregiem cech apomorficznych takich jak m.in.: podczas rozwoju woreczka zalążkowego komórka jajowa dzieli się dwukrotnie tworząc 16 jąder otaczających się ścianami komórkowymi, główki pręcików składają się z pojedynczych pylników, owocolistek jest pojedynczy, w liściach pod skórką znajduje się tkanka magazynująca wodę. W efekcie w niektórych ujęciach rodzaj ten wyodrębniany był jako osobna podrodzina Peperomioideae (np. system Thorne’a z 2003) lub nawet jako osobna rodzina Peperomiaceae.
W dawniejszych ujęciach często wyodrębniano w tej rodzinie więcej rodzajów. W większości okazały się być one zagnieżdżone w obrębie rodzaju Piper i stanowią współcześnie jego synonimy (np. Arctottonia, Macropiper, Lepianthes, Ottonia i Pothomorphe).
Pozycja systematyczna rodziny według APweb (aktualizowany system APG IV z 2016)
Pieprzowate stanowią jedną z trzech rodzin wchodzących w skład rzędu pieprzowców (są grupą siostrzaną Saururaceae). Rząd ten z kolei jest jednym z czterech w obrębie kladu magnoliowych.
|  | kokornakowate Aristolochiaceae                                                     |
|  |                                                                                    |
|  | \| \| pieprzowate Piperaceae \| \| \| \| \| \| saururowate Saururaceae \| \| \| \| |
|  |                                                                                    |
|  | pieprzowate Piperaceae                                                             |
|  |                                                                                    |
|  | saururowate Saururaceae                                                            |
|  |                                                                                    |

|  | pieprzowate Piperaceae  |
|  |                         |
|  | saururowate Saururaceae |
|  |                         |

Podział systematyczny rodziny według APweb
|  | Manekia  |
|  |          |
|  | Zippelia |
|  |          |

|  | Piper – pieprz        |
|  |                       |
|  | Peperomia – peperomia |
|  |                       |

|  | Manekia  |
|  |          |
|  | Zippelia |
|  |          |

|  | Piper – pieprz        |
|  |                       |
|  | Peperomia – peperomia |
|  |                       |

|  | Manekia  |
|  |          |
|  | Zippelia |
|  |          |

|  | Piper – pieprz        |
|  |                       |
|  | Peperomia – peperomia |
|  |                       |

|  | Manekia  |
|  |          |
|  | Zippelia |
|  |          |

|  | Piper – pieprz        |
|  |                       |
|  | Peperomia – peperomia |
|  |                       |

- Podrodzina: Verhuellioideae Samain & Wanke
  - rodzaj Verhuellia Miq. – trzy gatunki znane z wysp Haiti i Kuba

- Podrodzina: Zippelioideae Samain & Wanke – dwa rodzaje z 6 gatunkami występującymi w Azji wschodniej i południowo-wschodniej oraz w Ameryce Środkowej i Południowej
  - rodzaj Manekia Trel.
  - rodzaj Zippelia Blume
- Podrodzina: Piperoideae Arnott – dwa rodzaje reprezentowane w tropikach przez 3600 gatunków
  - rodzaj Peperomia Ruiz & Pav. – peperomia
  - rodzaj Piper L. – pieprz